# 2А38
30-мм гармата 2А38 — радянська дрібнокаліберна автоматична гармата, що забезпечує стрільбу снарядами, які подаються із загальної для двох стволів патронної стрічки єдиним механізмом подачі. Автомат має один механізм стрільби ударної дії, що обслуговує по черзі лівий і правий стволи. Управління стрільбою — дистанційне — за допомогою електроспуску. Охолодження стволів — рідинне: водяне або з використанням антифризу при мінусовій температурі повітря.
Є копією американської ґармати General Electric 225
Автомат 2А38 працює при кутах підвищення від -9 град. до +85 град.
Патронна стрічка складається з ланок з патронами, що мають снаряди осколково-фугасно—запальної і осколково—трасуючої дії (в співвідношенні 4: 1).
Боєкомплект — 1904 снарядів на два автомата.
Автомати забезпечують загальний темп стрільби 4060—4810 постр./хв.
Живучість автомата 2А38 (без зміни стволів) становить не менше 8000 пострілів (при режимі стрільби 100 пострілів на автомат з подальшим охолодженням стволів).
Початкова швидкість снарядів — 960—980 м/с.
Використовують для ураження повітряних цілей, легко броньованої техніки і живої сили противника.
Встановлено на зенітний ракетно-гарматний комплекс (ЗРГК) 2К22 «Тунгуска» і ЗРПК 96К6 «Панцир-С1», а також їх модифікації.